# میخاو اسکوراش
میخاو اسکوراش (لهستانی: Michał Skóraś؛ زادهٔ ۱۵ فوریهٔ ۲۰۰۰) بازیکن فوتبال اهل لهستان است.
از باشگاه‌هایی که در آن بازی کرده‌است می‌توان به باشگاه فوتبال لخ پوزنان اشاره کرد.
وی همچنین در تیم‌های ملی فوتبال زیر ۱۹ سال لهستان، زیر ۲۰ سال لهستان، زیر ۲۱ سال لهستان، و لهستان بازی کرده‌است.